# Festa (álbum de Ivete Sangalo)
Festa é o terceiro álbum de estúdio da artista musical brasileira Ivete Sangalo. Lançado no dia 5 de dezembro de 2001 pela editora discográfica Universal Music. Gravado em Salvador, no estúdio Ilha dos Sapos e produzido majoritariamente pelo percussionista Alexandre Lins, Festa marca uma maior inserção de ritmos na musicalidade da cantora, entre eles o funk, a música pop e a MPB. Para fazer o álbum, a cantora quis insistir na fusão de novos gêneros e ultrapassar suas barreiras musicais, fazendo uma mistura de ritmos, o que fez com que o álbum fosse considerado seu álbum mais pop pela critica.
Festa conta com 14 faixas, das quais onze são escritas por outros compositores, como os cantores Gilberto Gil e Nando Reis, além de musicistas como Gigi e Ramon Cruz, e uma de autoria da própria cantora. O álbum ainda traz duas faixas bônus: o tema "Narizinho", composto originalmente por Ivan Lins e Vitor Martins e produzida por Sérgio de Carvalho para o seriado Sítio do Pica-Pau Amarelo, exibido pela Rede Globo; e a canção "Back at One", em um dueto virtual com o cantor Brian McKnight (que gravou a canção em 1999), também produzida pelo cantor, que combina a letra original com uma versão em português feita por Mônica Sangalo, irmã da cantora. Com intuito de combater a pirataria, o encarte do álbum traz uma foto destacável da cantora que pode ser vestida por seis diferentes tipos de roupas, assinadas pelos estilistas Fause Haten, Glória Coelho e Marcelo Sommer.
Para promover Festa a cantora se apresentou em vários programas de televisão e iniciou a digressão Turnê Festa (2002–03). O álbum recebeu maior divulgação com os singles lançados: a canção-título "Festa" foi lançada como primeiro single e se tornou bastante popular durante o pentacampeonato da Seleção Brasileira de Futebol, na Copa do Mundo FIFA de 2002, além de ser o terceiro single de Sangalo a alcançar o topo das rádios brasileiras; já os singles subsequentes, "Penso" e "Astral", fizeram sucesso moderado devido ao grande impacto da canção "Festa". O álbum também foi bem aceito pelos críticos, que fizeram questão de elogiar os vocais adotados por Ivete no álbum, além das fusões de estilos no álbum. Festa também foi indicado ao Grammy Latino de Melhor Álbum de Pop Contemporâneo Brasileiro, além de ter vendido mais de 500 mil cópias em todo o Brasil, recebendo duas certificações de platina pela Pro-Música Brasil (PMB).

## Antecedentes
Após o lançamento de seu segundo álbum, Beat Beleza no fim de 2000, que extraiu os singles "Pererê" e A Lua Q Eu Te Dei", além de ter sido indicado ao Grammy Latino de 2000, na categoria "Melhor Álbum de Pop Contemporâneo Brasileiro", Sangalo começou a gravar um novo álbum em meados de 2001. Em agosto do mesmo ano, em meio a gravação do álbum, Maria Ivete, mãe da cantora, faleceu, mas mesmo assim, Sangalo concluiu o projeto em setembro, no estúdio Ilha dos Sapos (do músico Carlinhos Brown). Numa coletiva de imprensa, Sangalo declarou, "Vocês não têm noção de como foi fazer esse disco. Foi rock-and-roll... mas graças a Deus deu tudo certo. Só posso crer que minha mãe está 'assim' com o cara lá de cima."

## Estilo e canções
"As pessoas estão falando que meu trabalho está mais MPB, ou mais eclético, mas eu quero ressaltar que sou baiana, minha música é baiana e não tem como dizer que seja outra coisa. A música baiana é que permite que a gente absorva todos os estilos. Além disso, sou uma intérprete, reparou? Me dou o direito de abrir o leque de possibilidades na hora de cantar".

—Ivete falando sobre o álbum.
Festa vê Sangalo deixando o axé em segundo plano, investindo em outros ritmos, como o samba reggae, a música black e até a música dance. Outros estilos que o álbum incorpora são o funk americano e a MPB. O álbum foi considerado pelos críticos o mais pop de todos que a cantora lançou até aquele momento. Para ela, "Tem um momento de abertura, um momento mais romântico, outro de carnaval, um pouquinho de tudo". Sangalo explicou, "Estou querendo misturar, brincar mais. Desta vez não tive medo de fazer as coisas que eu estava a fim. Nos outros álbuns tive um pouco de receio, não quis ultrapassar minhas barreiras. Acho que estou menos recatada, mais tranquila e menos temerosa comigo mesma." Segundo a cantora ao site da MTV ao ser questionada sobre o termo de "álbum mais pop" da carreira: "Não diria mais pop. Pop vem de popular e todos os meus discos são populares, sem dúvida. Mas neste CD estou mais coerente comigo mesma, respeitando as minhas vontades. Está uma delícia!".
"Ruas e Rios" abre o disco com um quê de eletrônico, onde Ivete fala sobre "pertencer sempre ao lugar que nasceu". Já a segunda faixa, "Festa", "é uma música impregnada de percussão e sopro, características da música baiana, mas num todo ela é uma espécie de funk, segundo Sangalo. Em "Astral", Sangalo canta, "subindo, subindo, subindo, subindo astral". "Penso" é uma canção mais pop, onde Sangalo conta uma história de amor adolescente. Já a faixa "Meu Maior Presente" é uma balada, que posteriormente foi regravada pela própria Sangalo em seu sexto álbum de estúdio, intitulado Pode Entrar (2009). "E Tudo Mais" foi composta por Nando Reis, enquanto "Assimétrica" foi escrita por Gilberto Gil. O axé music é mais visto na faixa "O Grande Chefe", que segundo Silvia Ruiz da ISTOÉ Gente, "tem tudo para estourar no verão". "Tum Tum Goiaba" segue a linha axé, com uma letra inusitada sobre algumas frutas, como goiaba, manga e pinha. Segundo um dos compositores, Márcio Brasil, ao ser perguntado sobre a inspiração para a canção, "palavras sonoras se misturam a pequenas histórias e melodias."
"Em Mim, Em Você" possui um som mais voltado para a MPB, enquanto "Narizinho", com letra de Ivan Lins e Vitor Martins, acordeon de Chiquinho Chagas e flautas de Milton Guedes, fez parte da trilha sonora da série Sítio do Pica Pau Amarelo da Rede Globo. Para encerrar, "Back at One", um dueto com Brian McKnight, gravado por Brian em 1999, e regravado com Ivete para promover o álbum do cantor no mercado brasileiro. Em seguida, Brian, impressionado com a versão que Sangalo fez de uma de suas músicas no álbum anterior, Beat Beleza (2000), convidou a cantora para fazer uma versão de "Back at One". Segundo a interprete, "Quando ele decidiu fazer algo no Brasil, ele aparentemente pediu muito material, e ele gostou do meu disco."

## Arte gráfica
A capa de Festa apresenta Sangalo em três poses diferentes, com cabelos loiros. Seu encarte traz um "brinde" para os fãs que têm como principal função inibir a pirataria. Como num brinquedo de antigamente, uma capa de papelão traz uma foto de Ivete destacável que pode ser vestida por seis diferentes roupas de festas, desenhadas por estilistas brasileiros, como Fause Haten, Glória Coelho e Marcelo Sommer. Para Sangalo, "Essa capa foi feita por mim! Tive essa ideia enquanto ensaiava minha participação no Criança Esperança. Mostrei para os caras da gravadora e eles assinaram na hora. Essa é uma ideia que entretém e evita a pirataria ao mesmo tempo".

## Recepção

### Crítica
| Críticas profissionais | Críticas profissionais |
| Avaliações da crítica  | Avaliações da crítica  |
| Fonte                  | Avaliação              |
| ---------------------- | ---------------------- |
| Axé Brasil             | (positivo)             |
| Carnasite              | [ 2 ]                  |
| CliqueMusic            | [ 9 ]                  |
| ISTOÉ Gente            | (positivo)             |
| Tribuna da Imprensa    | [ 17 ]                 |

Festa recebeu em sua maioria críticas positivas. Mônica Loureiro do CliqueMusic, do site UOL, disse que, "Das 14 faixas do álbum, produzido por Alexandre Lins, apenas 'O Grande Chefe', 'Aqui Vai Rolar' - estas em bem clima de trio elétrico - e Tum, Tum, Goiaba são dedicadas ao estilo que consagrou Ivete à frente da Banda Eva. No resto, ela adota canções e suingues diferenciados para se afirmar de vez na MPB." Segundo Mônica, "A voz de Ivete é firme, envolvente e se encaixa bem em qualquer dessas propostas", afirmando que "'Narizinho' é um momento delicioso do CD, ganhando a voz mais aveludada de Ivete." Silvia Ruiz da revista ISTOÉ Gente afirmou que em Festa, "a baiana deixou o axé em segundo plano e investiu em outros ritmos. [...] Não que ela tenha abandonado o ritmo que a consagrou. Ivete faz questão de dizer que é uma cantora do Carnaval e que seu disco foi concebido para ser tocado nos trios. Mas o fato é que o axé só aparece a partir da sétima faixa do disco [...] e fica restrito a duas ou três músicas. De resto, há um pouco de tudo, sempre com os tambores e metais típicos da música baiana de Carnaval permeando o som." Ruiz também disse que "Essa salada musical ganhou temperos nobres com duas participações especiais: o titã Nando Reis e Gilberto Gil, que compuseram duas faixas especialmente para a cantora." Já o site Axé Brasil disse que "O terceiro álbum solo de Ivete Sangalo, Festa (Universal Music), como profetizou o titã Nando Reis numa breve apresentação, é 'sua nova morada'. [...] Com Festa [...] Ivete Sangalo consagra-se musa [do público], seja no lugar que nasceu ou dos lugares por onde passa."
"Festa" também foi indicado ao Grammy Latino na categoria "Melhor Álbum de Pop Contemporâneo Brasileiro", sendo o terceiro álbum consecutivo da cantora a ser indicado na mesma categoria. O álbum perdeu para "Falange Canibal" de Lenine.

### Comercial
Festa tornou-se um sucesso comercial, ainda em 2001, o álbum recebeu certificado de ouro, pelas vendas superiores a 100 mil cópias, devido à compra dessas cópias pela rede Insinuante. Logo no show de lançamento do álbum, no dia 21 de dezembro de 2001, Sangalo também recebeu um certificado de platina, por vendas superiores à 250 mil cópias, com menos de um mês de lançamento. Festa posteriormente recebeu duas certificações de platina pela Pro-Música Brasil (PMB). Até 2012, o álbum já tinha ultrapassado a marca de mais de 500 mil cópias vendidas em todo o Brasil.

## Promoção
Para promover Festa, Sangalo compareceu em vários programas de televisão. A cantora esteve presente no Altas Horas, da Rede Globo, em duas ocasiões, a primeira ocorreu na edição de Reveillon em 29 de dezembro de 2001, onde apresentou pela primeira vez a canção "Festa", além de seus sucessos anteriores, "Se Eu Não Te Amasse Tanto Assim" e "Pererê", a segunda ocorreu em 29 de junho de 2002, cuja edição do programa estava comemorando o aniversário do apresentador Serginho Groisman. Na atração, além de ser entrevistada por Groisman, Ivete performou "Festa", "Penso" e "Se Eu Não Te Amasse Tanto Assim". Sangalo também esteve presente duas vezes no Domingão do Faustão, na primeira aparição ela cantou "Festa" e participou do juri de um quadro do programa, a segunda apresentação ocorreu em 19 de agosto de 2002, onde Sangalo cantou "Festa" e "Penso" e recebeu disco de platina pelas vendas do projeto. Em 13 de janeiro de 2002, cantou "Festa" no programa Qual É a Música? do SBT em Em 24 de abril, performou a mesma canção no Hebe. A divulgação do álbum ainda incluiu aparições nos programas Planeta Xuxa, Domingo Legal, Sabadão e uma sabatina ao programa Sem Censura da TVE RJ.
Para continuar a promover o álbum, Sangalo embarcou na Turnê Festa, que contou com um diferencial das demais turnês da artista por trazer Ivete se aventurando como musicista, tocando violão, guitarra e percussão durante a apresentação das faixas, influenciada por seu marido na época, Davi Moraes, que acreditava que isso acrescentaria em sua identidade artística no palco. Sangalo se preocupou nesta fase em incrementar seu trio elétrico, o qual ela levava para os shows neste formato, para se destacar dos demais artistas. Segundo ela, em entrevista para a revista Playboy, a intenção era deixa-lo mais confortável para que o shows não precisasse parar: "Eu toco com uma big band, e, pra todo mundo ficar lá confortavelmente, a gente soube fazer a coisa". Outro fator diferente na turnê foi que Sangalo deixou a administração de seus shows para a Caco de Telha, empresa que ela criou e que era dirigida por seus irmãos, o que deu a ela liberdade para selecionar seu próprio repertório sem se comprometer em ter que aceitar as escolhas de produtos, além de escolher seu próprio figurino e arranjos.

## Singles
A faixa-título, "Festa", foi lançada como primeiro single da obra em novembro de 2001, tornando-se o grande sucesso do carnaval de 2002, sendo o terceiro single de Sangalo a alcançar o topo da "Hot 100 Brasil". Juntamente com "Deixa a Vida Me Levar", do sambista Zeca Pagodinho, "Festa" foi um dos hinos do pentacampeonato da Seleção Brasileira de Futebol, conquistado sobre a seleção da Alemanha na Copa do Mundo FIFA de 2002. O videoclipe da canção traz Sangalo promovendo uma grande festa tendo vários amigos artistas, como as atrizes Carolina Dieckmann, Vera Fischer, os atores Bruno Gagliasso e Murilo Rosa, além da cantora Preta Gil, entre outros.
O segundo single do álbum, "Penso", foi lançado no final de março de 2002. A canção adentrou o Top 20, alcançando a posição de número 14. O terceiro single do álbum, "Astral", foi lançado em dezembro de 2002, e alcançou a posição de número 36 nas paradas de sucesso. A canção foi promovida no Show da Virada, entre outros programas televisivos. Uma versão ao vivo, com o músico Davi Moraes na guitarra, foi feita para o primeiro álbum ao vivo da cantora, MTV ao Vivo (2004).

### Canções notáveis
"Back at One", um dueto com o cantor norte-americano Brian McKnight, foi lançada como single em setembro de 2000 para promover o álbum do cantor no Brasil e posteriormente foi incluída no álbum. A canção contou com um videoclipe e foi um sucesso nas paradas, alcançando o pico de número 10. "Tum, Tum, Goiaba", foi lançada como single promocional em julho de 2002, e figurou na posição  de número 29 nas paradas de sucesso.

## Faixas
| N.º            | Título                             | Compositor(es)                         | Produtor(es)       | Duração |  |
| 1.             | "Ruas e Rios"                      | Ramon Cruz                             | Alexandre Lins     | 4:18    |  |
| 2.             | "Festa"                            | Anderson Cunha                         | Lins               | 3:44    |  |
| 3.             | "Astral"                           | Cláudio Martins Gustavo Di Dalva       | Lins               | 4:03    |  |
| 4.             | "Penso"                            | Fabio O'Brian Gigi                     | Lins               | 3:36    |  |
| 5.             | "Meu Maior Presente"               | Cruz                                   | Lins               | 3:37    |  |
| 6.             | "E Tudo Mais"                      | Nando Reis                             | Lins               | 3:52    |  |
| 7.             | "O Grande Chefe"                   | André Fanzine Cassiano Faleta Chiclete | Lins               | 3:45    |  |
| 8.             | "Tum, Tum, Goiaba"                 | Leonardo Reis Márcio Brasil            | Lins               | 3:37    |  |
| 9.             | "Aqui Vai Rolar"                   | Reis Peo Meurrahy                      | Lins               | 3:24    |  |
| 10.            | "Pop Zen"                          | Alexandre Leão Lalado Manuca Almeida   | Lins               | 4:59    |  |
| 11.            | "Em Mim, Em Você"                  | Gigi Ivete Sangalo                     | Lins               | 3:40    |  |
| 12.            | "Assimétrica"                      | Gilberto Gil                           | Lins               | 5:43    |  |
| 13.            | "Narizinho"                        | Ivan Lins Vitor Martins                | Sérgio de Carvalho | 3:08    |  |
| 14.            | "Back at One" (com Brian McKnight) | Brian McKnight Mônica Sangalo          | McKnight           | 4:17    |  |
| Duração total: | Duração total:                     | Duração total:                         | Duração total:     | 55:45   |  |

## Desempenho nas tabelas musicais e certificação
| País — Tabela musical (2002) | Posição de pico |
| ---------------------------- | --------------- |
| Brasil (HITS Rio de Janeiro) | 2               |
| Brasil (HITS São Paulo)      | 4               |

| Região                     | Certificação | Vendas  |
| -------------------------- | ------------ | ------- |
| Brasil (Pro-Música Brasil) | 2× Platina   | 500,000 |

## Histórico de lançamento
| País   | Data                  | Formato(s) | Gravadora |
| ------ | --------------------- | ---------- | --------- |
| Brasil | 5 de dezembro de 2001 | CD         | Universal |